# Маркелов, Станислав Юрьевич
Станисла́в Ю́рьевич Марке́лов (20 мая 1974, Москва — 19 января 2009, там же) — российский адвокат, правозащитник Московского правозащитного центра, президент Института верховенства права, сотрудник Института «Коллективное действие», левый активист и антифашист. Был адвокатом семьи Эльзы Кунгаевой в рамках получившего широкую огласку дела Буданова. Стал жертвой громкого убийства в центре Москвы вместе с журналисткой Анастасией Бабуровой.

## Биография

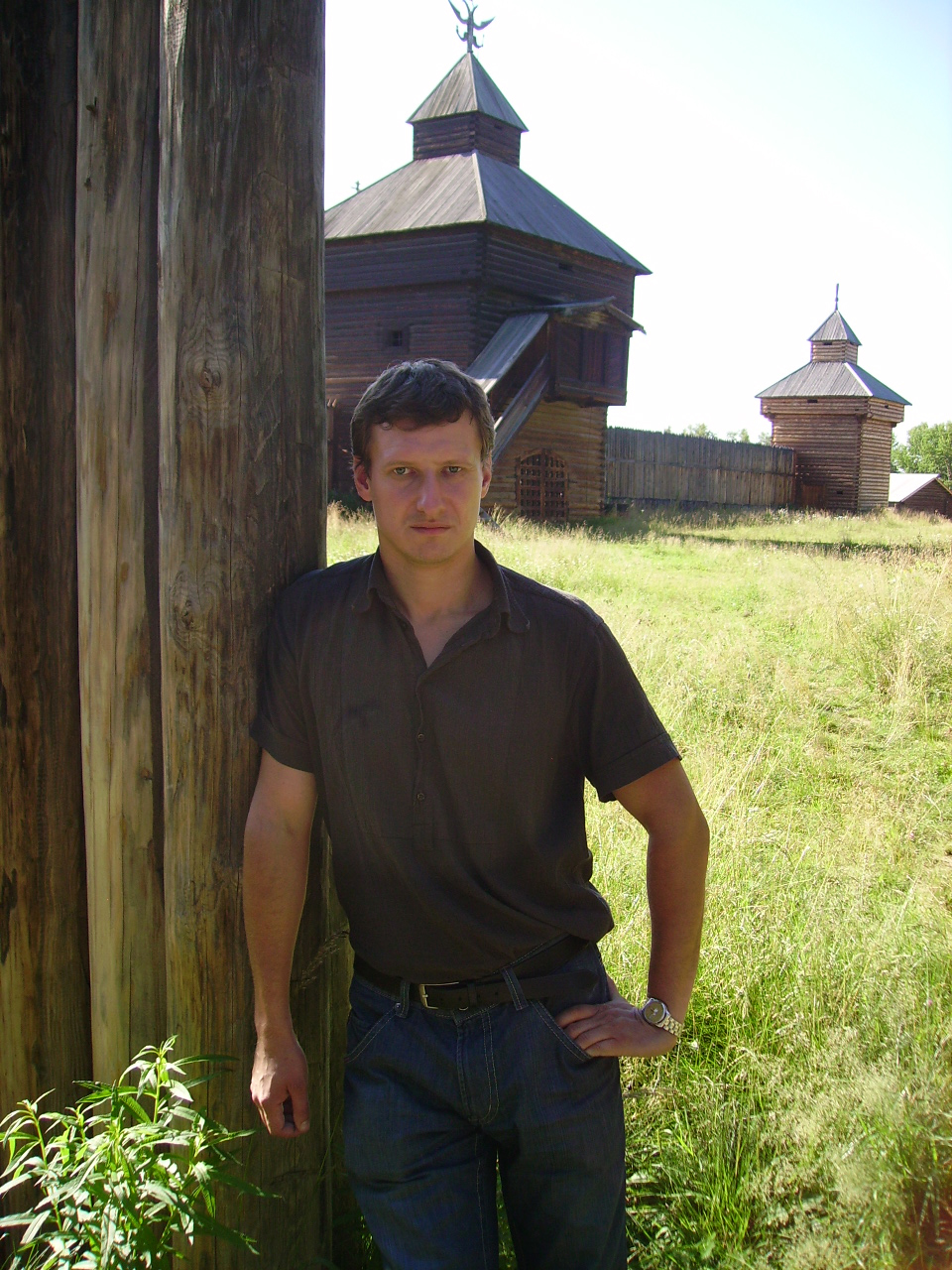
C. Маркелов во время Сибирского социального форума в 2008 году

Родной брат депутата Госдумы Михаила Маркелова.
Окончил школу 721, учился в одном классе с Андреем Новиковым-Ланским. Во время событий октября 1993 года в Москве Станислав Маркелов принимал участие в работе Санитарной дружины имени Максимилиана Волошина, которая помогала пострадавшим. В 1994 г. сотрудничал с независимым профсоюзом «Рабочее сопротивление». Участвовал в работе анархистской Прямухинской вольной артели. Маркелов был членом Социал-демократической партии России (фракция левых социал-демократов), членом Исполкома профсоюза «Студенческая защита», был одним из организаторов крупнейшей студенческой демонстрации 12 апреля 1995 года в Москве.
В 1996 году окончил Московскую государственную юридическую академию. С 1997 года — член Межреспубликанской коллегии адвокатов, член Международного союза адвокатов и Международного клуба адвокатов.
С 2006 года — президент Института верховенства права.
Участвовал в работе и организации социальных форумов.
В 2007 году принимал участие в работе конференции «Прямухинские чтения», посвящённой современному российскому анархизму.
В 2008 году — один из организаторов российской делегации на Европейском социальном форуме в Мальмё (Швеция).
Похоронен 23 января 2009 года на Останкинском кладбище в Москве при усиленной охране сотрудников органов МВД.

## Профессиональная деятельность
Станислав Маркелов был известен тем, что занимался в Московском правозащитном центре делами, связанными с военными преступлениями, правозащитной, экологической и воинской тематикой.
В 1997—1999 годах Маркелов защищал активиста РКСМ(б) Андрея Соколова, обвинявшегося в терроризме: в осуществлении взрыва мемориальной плиты семьи Романовых на Ваганьковском кладбище, а также в участии во взрыве памятника Николаю II в поселке Тайнинское Московской области и в минировании памятника Петру I (последние два случая были позже выделены в отдельное производство — «дело РВС» — без привлечения Соколова). Маркелов добился снятия грифа секретности, после чего обвинение было переквалифицировано на нанесение ущерба чужому имуществу, а Соколов приговорён к штрафу. Также Маркелов защищал Игоря Губкина в «деле РВС» в начале процесса, но затем отказался с ним сотрудничать из-за явно криминального характера деятельности Губкина.
В 1999 году Станислав Маркелов выступил адвокатом директора уфимской радиостанции «Титан» Альтафа Галеева.
В 1999 году был адвокатом Ларисы Щипцовой в «Краснодарском деле» (она обвинялась в подготовке теракта против губернатора Краснодарского края Николая Кондратенко); высказывались мнения, что в ходе процесса были допущены грубейшие нарушения уголовно-процессуального законодательства и оказывалось беспрецедентное давление на адвоката. После этого Маркелов собирался защищать её же в «деле НРА», но был привлечён к делу в качестве свидетеля и таким образом был лишён возможности выступать в качестве адвоката.
Был одним из адвокатов семьи Эльзы Кунгаевой в рамках дела Буданова.
В 2004 году защищал главу владимирского комитета солдатских матерей Людмилу Ярилину, которая обвинялась в пособничестве в уклонении от воинской службы.
С 2004 года защищал бывшего чеченского боевика Заура Мусиханова, который сложил оружие, но после отказа присоединиться к службе безопасности Рамзана Кадырова был арестован и затем осуждён за незаконное лишение свободы, бандитизм и незаконное ношение оружия и боеприпасов. Маркелов довёл это дело до Верховного суда, проиграл и подал иск в Европейский суд по правам человека.
Представлял интересы потерпевших в деле о массовом избиении в Благовещенске башкирским ОМОНом в декабре 2004 года.
В 2005 году на процессе, проходившем в Грозном, представлял интересы потерпевшего Астемира Мурдалова, чей сын Зелимхан Мурдалов в 2001 году был схвачен и подвергался пыткам, после чего предположительно убит. Добился исключения из дела доказательств, полученных с нарушением закона, в результате обвинительный приговор в отношении омоновца Сергея Лапина («Кадета») был основан не на его признании, а на объективных фактах, что не позволило его обжаловать. В связи с этим делом защищал и Анну Политковскую.
Представлял интересы ряда потерпевших в рамках дела о захвате заложников в театральном центре на Дубровке, а именно Яхи Несерхоевой, которая подозревалась в сотрудничестве с террористами, а затем была признана потерпевшей, и Лукашевой, чью дочь следствие отказывалось идентифицировать.
В 2004—2006 годах Маркелов защищал пенсионерку Ирину Батурину, обвинявшуюся в выращивании растений, содержащих наркотические вещества, а именно масличного мака.
Был защитником Магомедсалаха Масаева в тяжбе с чеченскими властями по поводу длительного содержания в незаконной тюрьме вплоть до исчезновения Масаева в августе 2008 года. По этому делу Маркелов готовил иск в Европейский суд по правам человека.
Был адвокатом главного редактора газеты «Химкинская правда» Михаила Бекетова, 13 ноября 2008 года подвергшегося нападению в химкинском районе Старбеево, в деле о клевете на мэра Химок Владимира Стрельченко.
Маркелов также представлял интересы Егора Томского — второго потерпевшего в деле о гибели антифашиста Александра Рюхина, участвовал в делах о нападении на лагерь экологов в Ангарске и убийстве Ильи Бородаенко, об убийстве скейтера Стаса Корепанова, был защитником антифашиста Алексея Олесинова (Шкобаря), который обвинялся в хулиганстве и студента Всеволода Остапова, обвинявшегося в применении насилия в отношении представителя власти.
Главный редактор «Новой газеты» Дмитрий Муратов заявлял, что Маркелов вёл все юридические дела издания.

## Гибель
19 января 2009 года в центре Москвы, у дома № 1 по улице Пречистенка на Станислава Маркелова было совершено вооружённое нападение, в ходе которого он получил огнестрельное ранение в голову, оказавшееся смертельным. Рядом с Маркеловым была студентка 5 курса факультета журналистики МГУ, внештатная журналистка «Новой газеты» (ранее — сотрудник газеты «Известия»), активистка анархо-экологистского движения Анастасия Бабурова. Она также была смертельно ранена в голову, но скончалась в больнице вечером того же дня, не приходя в сознание. Станислав Маркелов погиб на месте.

## Расследование
27 октября 2009 года его брат Михаил Маркелов, руководитель тверского отделения партии «Справедливая Россия», сообщил, что убийцы Станислава найдены:

Параллельно с расследованием правоохранительных органов я проводил своё собственное расследование. В этом мне помогали как журналисты, так и люди, которые со мной работали в Государственной Думе четвёртого созыва, то есть мои связи. Нельзя говорить, что оно было независимым: я тесно сотрудничал со следствием. Выводы моего расследования полностью совпадают с мнением тех людей, которые проводят официальное расследование убийства моего брата. Мне доподлинно известно — это факт — о том, кто убил моего брата. Я знаю имена и фамилии этих людей: это круг лиц, в этом принимал участие не только один человек. Мне известно их местонахождение. <…> Эти люди имеют прямое отношение к ряду, я бы так сказал, неформальных организаций, которые действуют как на территории России, так и на Западе. И я уверен в том, что этим людям сейчас уже не удастся уйти от возмездия, невозможно будет осуществить попытку пересечения ни одной из границ.

4 ноября 2009 года СМИ, со слов «источника в правоохранительных органах» сообщили, что 3 ноября были задержаны двое подозреваемых в убийстве, которое предположительно было совершено бывшими членами националистической организации «Русское национальное единство» (РНЕ); мотивом убийства стала месть адвокату за его профессиональную деятельность в судебных процессах с участием членов РНЕ. 5 ноября 2009 года Басманный суд Москвы выдал санкцию на арест Никиты Тихонова и его подруги Евгении Хасис, которым предъявлено обвинение по части 2-й статьи 105-й Уголовного кодекса — «убийство двух и более лиц». 28 апреля 2011 года Тихонов и Хасис были признаны судом присяжных виновными в убийстве Маркелова и Бабуровой и не заслуживающими снисхождения.
6 мая 2011 года Тихонов был приговорён к пожизненному лишению свободы, Хасис была приговорена к 18 годам лишения свободы. 29 января 2015 года Верховный суд РФ оставил в силе и приговор Никиты Тихонова на пожизненное заключение, и дополнительные 18 лет за создание БОРН. 14 июля 2015 года коллегия присяжных Мосгорсуда признала виновным в организации убийства руководителя неонацистской организации БОРН Илью Горячева и, также как и Тихонов, он 24 июля 2015 года получил пожизненный срок.
В 2021 году Европейский суд по правам человека (ЕСПЧ) оценил процесс по делу об убийстве адвоката Станислава Маркелова и журналистки Анастасии Бабуровой. ЕСПЧ признал суд над Тихоновым и Хасис несправедливым. Из вердикта следует, что присяжные заседатели были предвзятыми. Приговор Тихонову, согласно которому ему было назначено пожизненное лишение свободы, подлежит пересмотру в Верховном суде России после вступления решения ЕСПЧ в силу .

### Общественная реакция
Чеченские правозащитники в день убийства заявили, что усматривают связь убийства Маркелова с делом Буданова. В конце того же дня замруководителя Росприроднадзора Олег Митволь не исключил, что убийство Маркелова может быть связано с нападением на главного редактора и журналиста газеты «Химкинская правда» Михаила Бекетова (Маркелов был адвокатом Бекетова).
В тот же день обозреватель «Новой газеты» Вячеслав Измайлов сказал, что искать возможные причины убийства Станислава Маркелова следует в деле Магомедсалиха Масаева, который, по его словам, несколько месяцев провёл в плену у президента Чечни Рамзана Кадырова и пропал 2 августа 2008 года в Чечне, после публикации Измайлова о нём в июле того же года.
20 января 2009 года президент Чечни Рамзан Кадыров заявил, что руководство республики готово оказать содействие в раскрытии преступления: «Станислав Маркелов зарекомендовал себя как честный человек и патриот с принципиальной гражданской позицией. Этот человек изобличал фашизм и ксенофобию. Он прожил достойную жизнь и погиб за правое дело». В тот же день Кадыров посмертно наградил Маркелова медалью «За заслуги перед Чеченской Республикой».
20 января в полдень около 150 человек — правозащитники, деятели оппозиции, левые активисты, антифашисты, друзья и знакомые погибших — пришли на место гибели Маркелова и Бабуровой, чтобы возложить цветы и почтить их память. В последующие недели в разных городах России и других стран прошли акции памяти убитых.
С требованием провести независимое расследование выступил Московский правозащитный центр, где трудился Станислав Маркелов, а также международное журналистское сообщество «Репортёры без границ» и ряд международных правозащитных организаций: Human Rights Watch и Amnesty International.
Политолог Сергей Караганов написал в «Российской газете», что убийство «может иметь гораздо более глубокие последствия, чем предыдущие убийства, имеющие политический характер. Если люди и организации, ответственные за этот шаг, не будут найдены и наказаны немедленно, это может поставить под вопрос саму власть».
В первую годовщину смерти 19 января 2010 были проведены памятные акции, на месте трагедии возле дома № 1 по улице Пречистенка были возложены десятки цветов. Инициаторами дня памяти выступили антифашисты, объединённые в «Комитет 19 января». Марш памяти с тех пор проходит ежегодно.

## Статьи
- Патриотизм как диагноз
- Манки постмодернизма
- Бесконечный застой или почти ностальгия по советским магазинам
- Их не хватает даже на «новое средневековье»
- Красная книга антифа. Статья-завещание Стаса Маркелова
- Статьи на сайте Института Верховенства права